# Orsza Zachodnia
Orsza Zachodnia (biał. Орша-Заходняя, ros. Орша-Западная) – stacja kolejowa w miejscowości Orsza, w rejonie orszańskim, w obwodzie witebskim, na Białorusi. Leży na linii Orsza - Mohylew.